# Girov
Girov est une commune roumaine du județ de Neamț, dans la région historique de Moldavie et dans la région de développement du Nord-Est.

## Géographie
La commune de Girov est située dans le centre-est du județ, dans la vallée de la rivière Cracău, affluent de la Bistrița, à 11 km à l'est de Piatra Neamț, le chef-lieu du județ.
La municipalité est composée des neuf villages suivants (population en 1992) :
- Botești (531) ;
- Căciulești (611) ;
- Dănești (296) ;
- Doina (286) ;
- Girov (1 496), siège de la municipalité ;
- Gura Văii (589) ;
- Popești (230) ;
- Turtureșri (356) ;
- Verșești (325).

## Histoire
La première mention écrite du village de Girov date de 1588.
En 2003, les villages de Bălușești et Dochia se sont séparés de la commune de Girov et ont formée la commune de Dochia.

## Politique
| Période                                  | Période  | Identité         | Étiquette | Qualité |
| ---------------------------------------- | -------- | ---------------- | --------- | ------- |
| Les données manquantes sont à compléter. |          |                  |           |         |
| 2004                                     | 2016     | Vasile Olaru     | PNL       |         |
| 2016                                     | En cours | Vasile Ciobatoru | PSD       |         |

| Parti | Parti                                     | Sièges |
| ----- | ----------------------------------------- | ------ |
|       | Parti social-démocrate (PSD)              | 8      |
|       | Parti national libéral (PNL)              | 5      |
|       | Alliance des libéraux et démocrates (PNL) | 2      |

## Religions
En 2002, la composition religieuse de la commune était la suivante :
- Chrétiens orthodoxes, 96,85 % ;
- Catholiques romains, 2,53 % ;
- Adventistes du septième jour, 0,36 %.

## Démographie
En 2002, la commune comptait 7 415 habitants en incluant les villages qui s'en sont détachés depuis. Dans les limites actuelles, on comptait 4 960 Roumains (99,44 %) et 28 Tsiganes (0,56 %). On comptait à cette date 2 236 ménages et 2 236 logements.
| 1890  | 1992  | 2002  | 2007  |
| ----- | ----- | ----- | ----- |
| 1 903 | 4 698 | 4 988 | 5 140 |

## Économie
L'économie de la commune repose sur l'agriculture, l'élevage, la transformation du bois. La commune dispose de 5 086 ha de terres arables et de 845 ha de pâturages.

## Communications

### Routes
Girov est située sur la route nationale DN15D Piatra Neamț-Roman. la route régionale DJ156A permet de rejoindre Roznov.

## Lieux et monuments
- Gura Văii, église orthodoxe en bois de la décapitation de St Jean-Baptiste (Tăierea Capului Sf. Ioan Botezătorul) de 1817-1822.

- Gura Văii, église orthodoxe en bois des Sts Voïvodes (Sf. Voievozi) de 1817[6].

- Turturești, église orthodoxe en bois de la Dormition de la Vierge (Adormirea Maicii Domnului) de 1825[7].

- Girov, église orthodoxe en bois St Nicolas (Sf. Nicolae) de 1828[8].